# Saison 3 de La Cinquième Dimension
Chronologie
Saison 2 de La Cinquième Dimension
Cet article présente le guide de la troisième saison de la série télévisée La Cinquième Dimension.

## Épisodes

### Épisode 1:Le Cas étrange d'Edgar Witherspoon
- États-Unis : 24 septembre 1988
- France :

- Harry Morgan (Edgar Witherspoon)
- Cedric Smith (Dr. Jeremy Sinclair)

### Épisode 2:La Seconde Chance
- États-Unis : 1er octobre 1988
- France :

- Marc Singer (Ed Hamner)
- Amber Lea Weston (Paula)
- Tracey Cunningham (Cindy)

### Épisode 3:Le Prix de la culpabilité
- États-Unis : 8 octobre 1988
- France :

- Ted Shackelford (Père Mark Cassidy)
- Gerard Parkes (Monseigneur Perrault)

### Épisode 4:Les Chasseurs
- États-Unis : 15 octobre 1988
- France :

- Louise Fletcher (Dr. Klein)
- Michael Hogan (Shérif)

### Épisode 5:Le Mauvais Rêve
- États-Unis : 22 octobre 1988
- France :

- Eddie Albert (Roger Simpson Leeds)
- Barry Morse (Frank)
- Frances Hyland (Laurel Kincaid)

### Épisode 6:Régression de mémoire
- États-Unis : 29 octobre 1988
- France :

- Barbara Stock (Mary McNeal)
- Nigel Bennett (Jim Sinclair)

### Épisode 7:La Méthode Hellgrammite
- États-Unis : 5 novembre 1988
- France :

- Timothy Bottoms (Miley Judson)
- Leslie Yeo (Dr. Eugene Murrick)
- Julie Khaner (Annie Judson)

### Épisode 8:Tante Selena est mourante
- États-Unis : 12 novembre 1988
- France :

- Terri Garber (Debra Brockman)
- Charmion King (Selena Brockman)
- R. H. Thomson (Dr. Burrell)
- Jennifer Dale (Diane)

### Épisode 9:L'Appel
Pour les articles homonymes, voir The Call.
- États-Unis : 19 novembre 1988
- France :

- William Sanderson  (Norman Blane)
- Julie Khaner (la voix de Mary Ann)
- Dan Redican (Richard)

### Épisode 10:La Transe
- États-Unis : 26 novembre 1988
- France :

- Peter Scolari (Leonard Randall)
- Neil Munro (Don)

### Épisode 11:Légitime Défense
- États-Unis : 3 décembre 1988
- France :

- Melanie Mayron (Louise Simonson)
- Kenneth Welsh (Jack Simonson)

### Épisode 12:Vision 20/20
- États-Unis : 10 décembre 1988
- France :

- Michael Moriarty (Warren Cribbens)
- Cynthia Belliveau (Sandy)
- David Hemblen (Cutler)

### Épisode 13:Il était une fois
- États-Unis : 17 décembre 1988
- France :

- Colleen Dewhurst (Hallie Parker)
- Zachary Bennett (Brian Harris)
- Maria Ricossa (Nancy Harris)

### Épisode 14:La Vieille Malle
- États-Unis : 24 décembre 1988
- France :

- Bud Cort (Willy Gardner)
- Lisa Schrage (Candy)
- Milan Cheylov (Danny)

### Épisode 15:Le cœur a ses raisons
- États-Unis : 31 décembre 1988
- France :

- Paul Le Mat (Tom Bennett)
- Marianna Pascal (Mary Jo)
- Lori Hallier (Julie)

### Épisode 16:L'Équation de la mort
- États-Unis : 7 janvier 1989
- France :

- Terence Knox (Capitaine Thomas Barton)
- Christianne Hirt (Marilyn Lee Cross)

### Épisode 17:L'Étranger dans le bois
- États-Unis : 14 janvier 1989
- France :

- Steve Kanaly (Scarp)
- Laura Press (Mme Wilkins)
- Benjamin Barrett (Danny)

### Épisode 18:Pertes et Profits
- États-Unis : 21 janvier 1989
- France :

- Charles Haid (Steve Cranston)
- Shawn Lawrence (Frederick Perry)
- Reiner Schwarz (Le comptable)
- Lisa Jakub (Lisa)

### Épisode 19:La Métamorphose des murs
- États-Unis : 28 janvier 1989
- France :

- Deborah Raffin (Sharon Miles)
- Damir Andrei (Dr. Mallory Craig)
- Lally Cadeau (Becky Robb)

### Épisode 20:Une partie particulière
- États-Unis : 4 février 1989
- France :

- Esai Morales (Jessie Cardiff)
- Maury Chaykin (Fats Brown)

Remake de l'épisode Le Joueur de billard de La Quatrième Dimension, mais ici Jessie perd le match et Fats Brown lui dit qu'il mourra oublié de tous. Après son départ, Jessie continue à s'entraîner sans relâche.
- Fin alternative :

### Épisode 21:Chambre 2426
- États-Unis : 11 février 1989
- France :

- Dean Stockwell (Martin Decker)
- Brent Carver (Joseph)

### Épisode 22:Souvenirs à vendre
- États-Unis : 18 février 1989
- France :

- Bruce Weitz (Simon Foster)
- Geza Kovacs (le prêteur sur gages)

### Épisode 23:Le Passage
- États-Unis : 25 février 1989
- France :

- John Beck (Major Alexander McAndrews)
- George R. Robertson (Général Greg Slater)

### Épisode 24:Le Chat et la Souris
- États-Unis : 4 mars 1989
- France :

- Pamela Bellwood (Andréa Moffatt)
- Page Fletcher (Guillaume)
- Gwynyth Walsh (Elaine)

### Épisode 25:Un rendez-vous tant attendu
- États-Unis : 12 mars 1989
- France :

- Janet Leigh (Barbara LeMay)
- Stephen McHattie (La Mort)

### Épisode 26:Épidémie
- États-Unis : 18 mars 1989
- France :

- Karen Valentine (Claire Hendricks)
- Jackie Burroughs (Mrs. Reed)
- Ken Pogue (Dr. Friedman)
- Jan Filips (Dr. Peterson)

### Épisode 27:L'amour est aveugle
- États-Unis : 25 mars 1989
- France :

- Ben Murphy (Jack)
- Sneezy Waters (le chanteur)

### Épisode 28:Secoué comme des glaçons dans un shaker
- États-Unis : 1er avril 1989
- France :

- Anthony Franciosa (Nino Lancaster)
- Wayne Robson (Archie Lochner)

### Épisode 29:Souriez, vous êtes filmé
- États-Unis : 8 avril 1989
- France :

- David Naughton (John Sellig)
- Keith Knight (Archie, le technicien)

### Épisode 30:Lutte de générations
- États-Unis : 15 avril 1989
- France :

- Ed Marinaro (Darius Stephens)
- Eugene Robert Glazer (Michael Stephens)
- Patricia Phillips (Anita Stephens)
- Richard Monette (Dr. Wilson)